# Les Barils
Les Barils ist eine französische Gemeinde mit 270 Einwohnern (Stand: 1. Januar 2022) im Département Eure in der Region Normandie; sie gehört zum Arrondissement Bernay und zum Kanton Verneuil d’Avre et d’Iton. Die Einwohner werden Barilois genannt.

## Geographie
Les Barils liegt etwa 35 Kilometer südwestlich von Évreux. Umgeben wird Les Barils von den Nachbargemeinden Bourth im Norden, Mandres im Norden und Nordosten, Pullay im Osten und Südosten, Saint-Christophe-sur-Avre im Süden sowie Gournay-le-Guérin im Westen.

## Bevölkerungsentwicklung
| Jahr                      | 1962 | 1968 | 1975 | 1982 | 1990 | 1999 | 2006 | 2014 |
| Einwohner                 | 259  | 202  | 186  | 177  | 178  | 164  | 159  | 228  |
| Quelle: Cassini und INSEE |      |      |      |      |      |      |      |      |

## Sehenswürdigkeiten
- Kirche Notre-Dame
- Schloss Les Bois-Francs aus dem 19. Jahrhundert

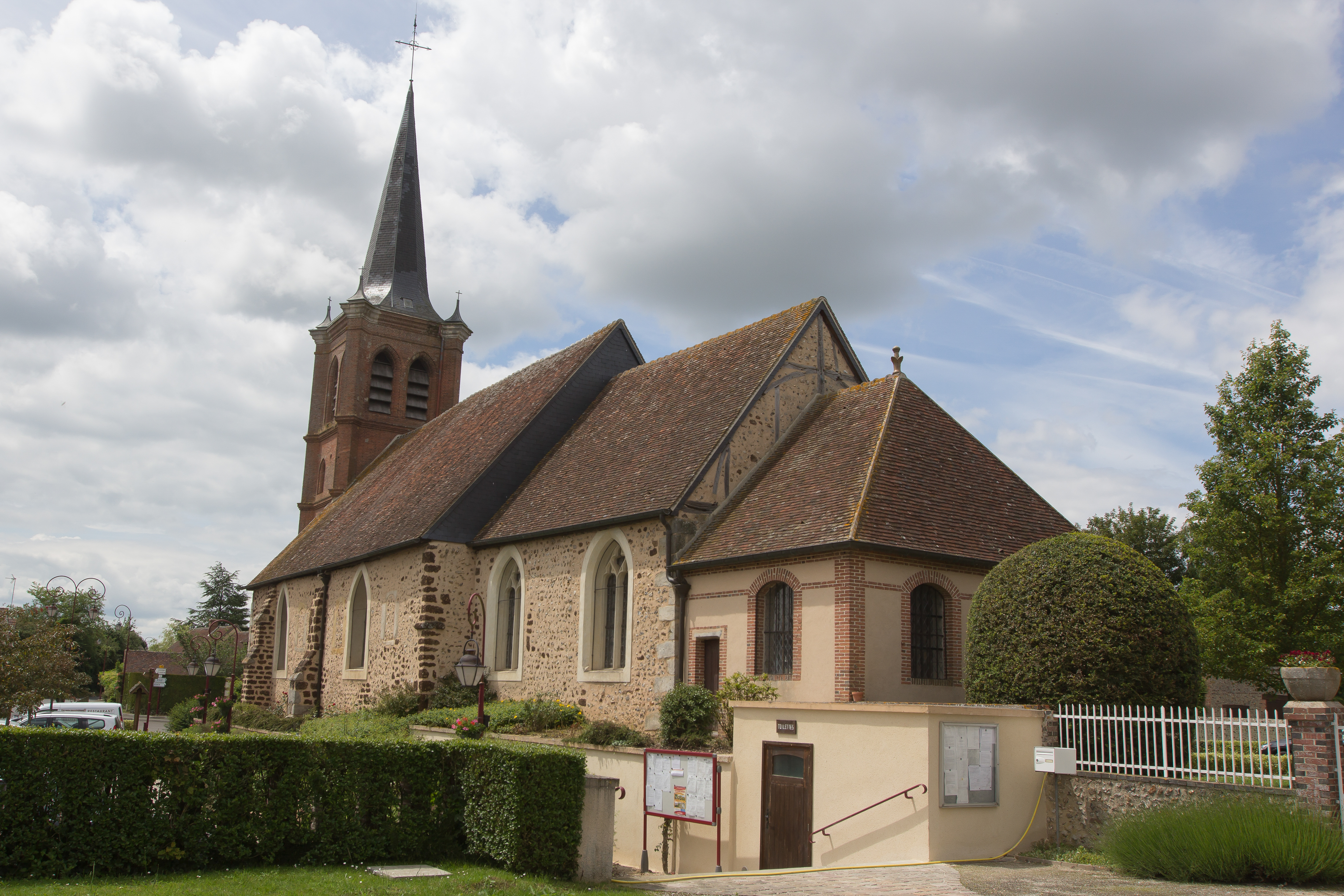
Kirche Notre-Dame
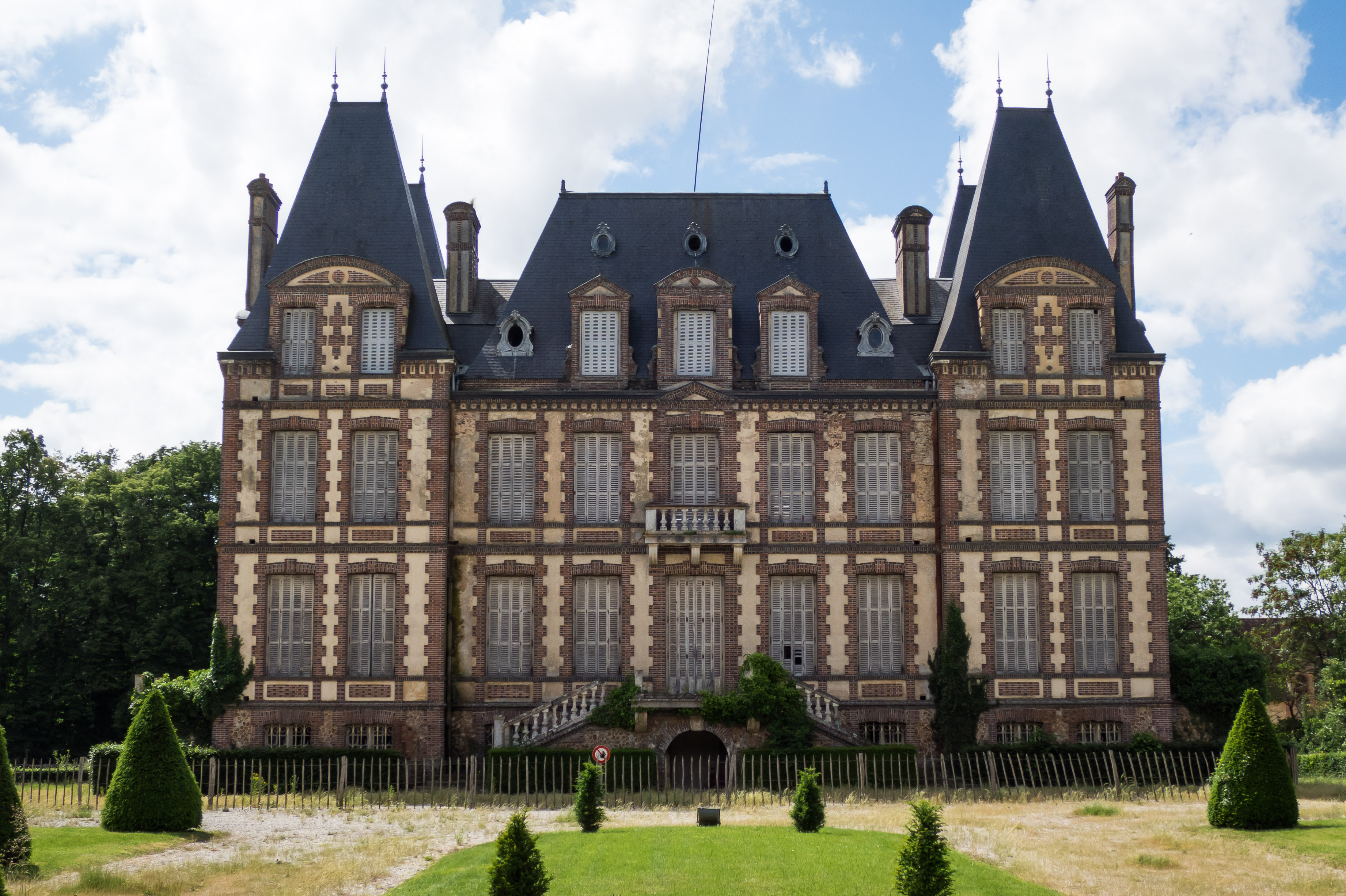
Schloss Les Bois-Francs